# Money in the Bank Ladder Match

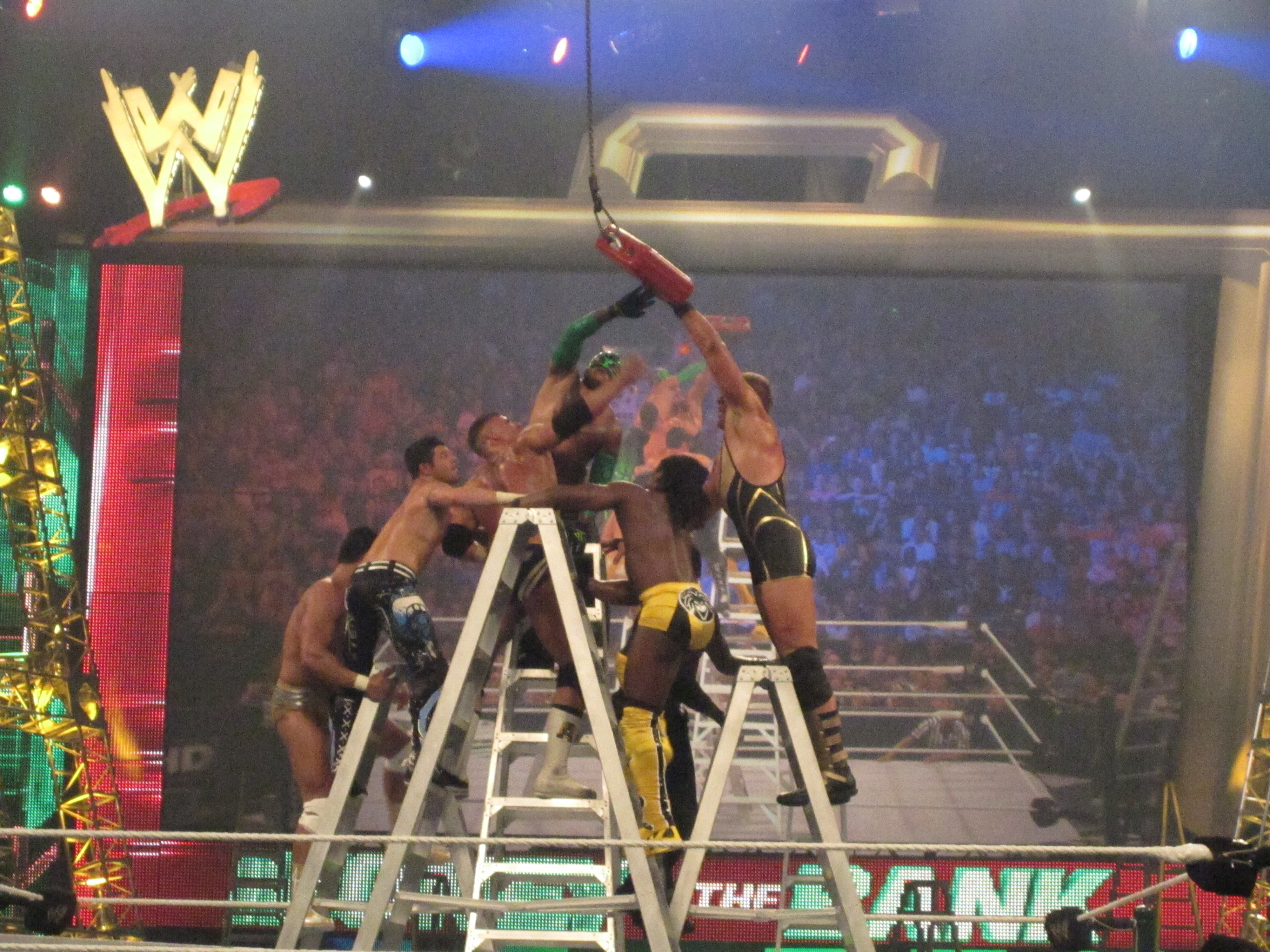
Money in the Bank Ladder Match in 2011

Een Money in the Bank Ladder Match is een wedstrijdtype in het professioneel worstelen, sinds 2005 exclusief vertoond in de World Wrestling Entertainment. Aan zo'n wedstrijd kunnen vijf tot tien worstelaars deelnemen met als doel om als eerste een koffer te veroveren die zes meter boven de ring hangt en alleen bereikt kan worden met een ladder. CM Punk is recordhouder met twee overwinningen.
Het objectief is sinds 2018 een groene "Money in the Bank"-koffer - in de beginjaren een zwart en later een blauw (SmackDown), rood (Raw) en goudgeel exemplaar - , die een contract bevat waarmee de winnaar een jaar lang recht heeft op het WWE World Heavyweight Championship. Normaal gesproken is het de bedoeling dat via deze weg een nieuwe kampioen wordt gekroond op een doorgaans verrassend moment, maar in het verleden hebben al winnaars van de "Money in the Bank ladder match" gefaald in hun opzet. John Cena was de eerste die er niet in slaagde het contract succesvol te gebruiken, met name op 23 juli 2012. Men duidt een winnaar aan met "Mr. Money in the Bank" en spreekt van een "cash-in" (vrij vertaald: indiening) wanneer de winnaar van de afgelopen editie de titelkans wil benutten.
In april 2005 organiseerde de WWE zijn eerste "Money in the Bank ladder match" bij het evenement WrestleMania 21, met Edge als inaugurele winnaar. In maart 2010 organiseerde de federatie een laatste "Money in the Bank ladder match" bij het evenement WrestleMania, waarna het spektakel werd verplaatst naar een gelijknamig evenement. Hiervan zijn reeds 10 edities gehouden. In juni 2017 vond de allereerste vrouwelijke "Money in the Bank ladder match" plaats.

## Geschiedenis

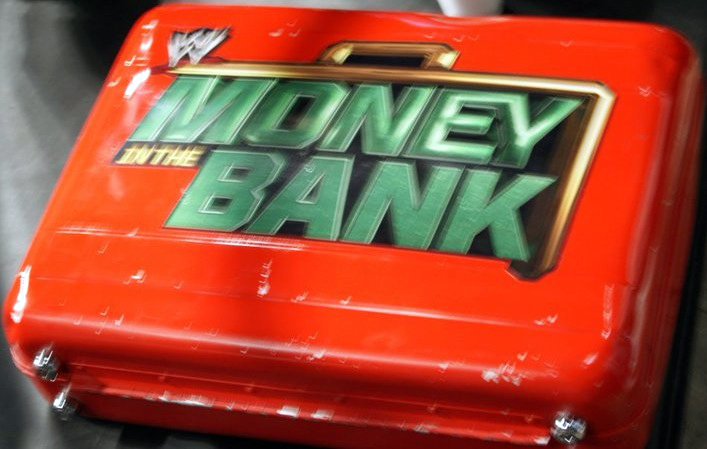
Een rode "Money in the Bank"-koffer van Monday Night Raw, zoals gedragen door The Miz in 2010

Het contract is een jaar geldig en het gebruik ervan wordt een "cash-in" genoemd. Tussen 2005 en 2010 was de koffer zwart omdat "Money in the Bank" destijds exclusief werd uitgezonden bij het pay-per-viewevenement WrestleMania en de shows Monday Night Raw en Friday Night SmackDown! nog niet over een eigen "Money in the Bank ladder match" beschikten. Het deelnemersaantal in een "Money in the Bank ladder match" kan variëren van 5 tot 10 deelnemers, met als doel een koffer te veroveren die 6 meter boven de ring hangt.
De wedstrijd was oorspronkelijk alleen voor mannelijke worstelaars, maar dat veranderde in 2017 toen vrouwen hun eigen ladder match kregen. De koffer bevat een contract dat een kans garandeert op het WWE World Heavyweight Championship, dat werd opgericht in 1963. Sinds juni 2017 bestaat een "Money in the Bank ladder match" voor vrouwen, die een kans biedt op het WWE Raw/SmackDown Women's Championship. De allereerste "Money in the Bank ladder match", bij het evenement WrestleMania 21 op 3 april 2005, was exclusief voor de show Monday Night Raw. Het eerste contract garandeerde een kans op het toenmalige kampioenschap van de show, te weten het World Heavyweight Championship. Inaugurele winnaar Edge werd echter gedwongen voor het WWE Championship te kiezen omdat hij sinds het najaar van 2005 deel uitmaakte van de show Friday Night SmackDown!.
Vanaf de tweede editie hadden worstelaars de keuze tussen het WWE Championship en het World Heavyweight Championship, ongeacht de show waartoe de worstelaar behoorde. Tussen 2006 en 2010 was ook het ECW World Heavyweight Championship een optie, aangezien de federatie in februari 2006 een nieuwe show oprichtte, genaamd ECW. Ondanks de nieuwe mogelijkheid koos geen enkele winnaar voor dit kampioenschap, dat in 2010 werd gedeactiveerd na de stopzetting van de show. Vanaf de inaugurele Money in the Bank-pay-per-view, op 18 juli 2010, omvatte het evenement twee wedstrijden, een voor de show Monday Night Raw en een voor Friday Night SmackDown - sinds 2016 ook wel bekend als Tuesday Night SmackDown! Live vanwege het nieuwe tijdsslot in de programmatie. Het doel was een rode (Raw) of blauwe (SmackDown!) koffer te veroveren. De "ladder match" van de show Raw draaide steeds om een kans op het WWE Championship, terwijl het contract van SmackDown recht gaf op het World Heavyweight Championship.
Hoewel de WWE Brand Extension eindigde vlak na het evenement in 2011, bleven de "ladder matches" voor beide kampioenschappen gewoon voortbestaan tot de stopzetting van het World Heavyweight Championship bij het evenement Tables, Ladders and Chairs op 15 december 2013. Het kampioenschap werd verenigd met het WWE Championship na een Tables, Ladders and Chairs match tussen John Cena en Randy Orton, respectievelijk World Heavyweight Champion en WWE Champion van dat moment. Orton was de eerste WWE World Heavyweight Champion sinds de naamsverandering van "World Wrestling Federation" naar "World Wrestling Entertainment" op 6 mei 2002. Het ontwerp van de koffer werd ook veranderd. In plaats van de blauwe koffer werd gekozen voor een gouden ontwerp. Seth Rollins was in juni 2014 de eerste winnaar van de gouden koffer. De rode koffer van Raw werd opgeborgen. Twee jaar later was Dean Ambrose de laatste winnaar van de gouden koffer. Vanaf 2018 werd namelijk gekozen voor een groen ontwerp. Braun Strowman was de eerste winnaar van deze koffer.

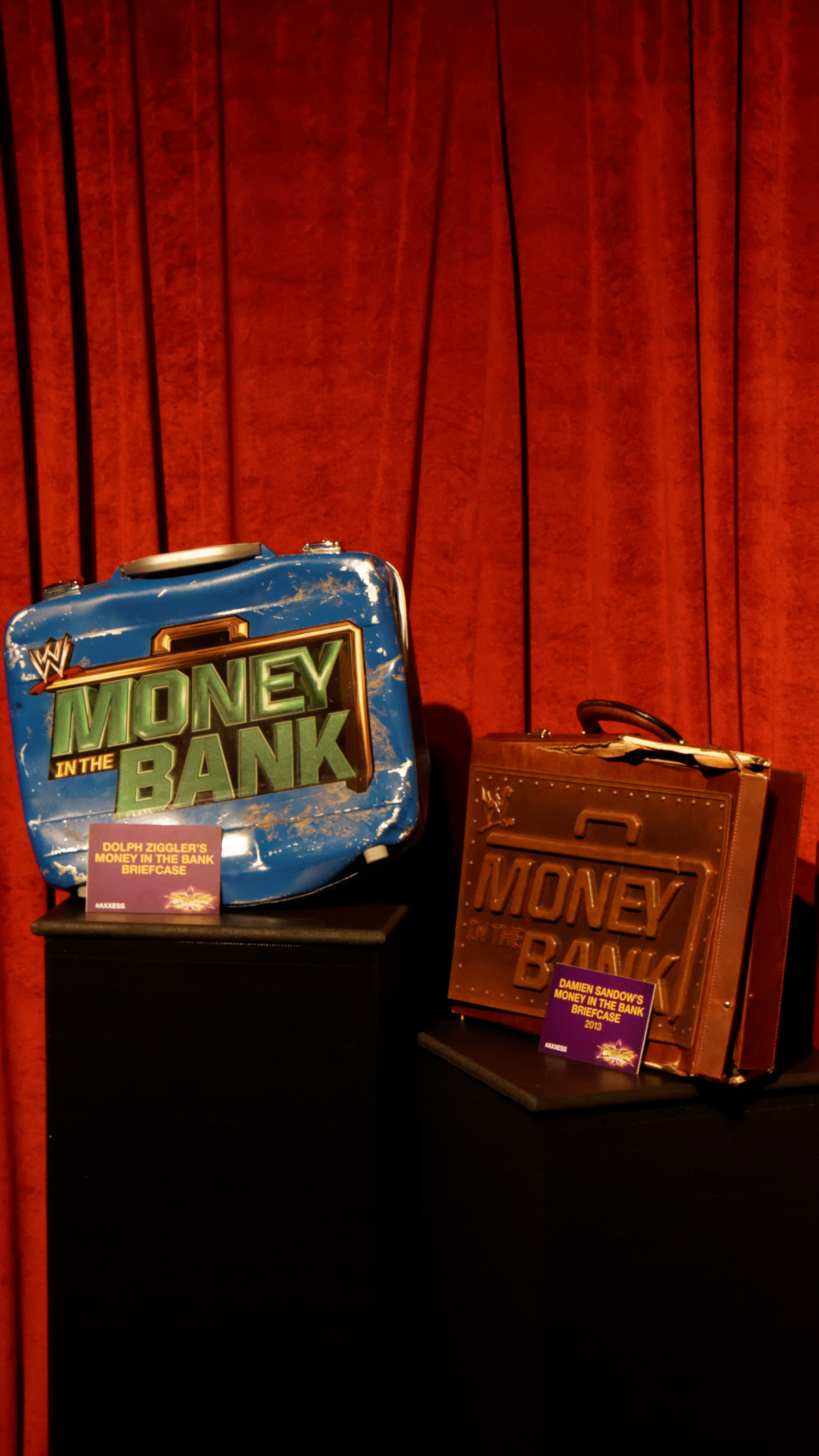
"Money in the Bank"-koffer van SmackDown (links) en de koffer van Damien Sandow, tentoongesteld in België (foto april 2014)

Tussen 2014 tot 2016 bestond het evenement slechts uit een enkele "ladder match", met een contract dat een kans bevatte op het verenigde WWE World Heavyweight Championship -, maar de WWE Brand Extension keerde terug in juni 2016. Het WWE World Heavyweight Championship - alweer omgedoopt tot WWE Championship - werd exclusief verdedigd in het programma SmackDown, terwijl het gloednieuwe WWE Universal Championship toegekend werd aan Raw. Desondanks was het evenement SmackDown-exclusief in juni 2017. Toen focuste de federatie met zijn "Money in the Bank ladder match" op het WWE Championship. Bij het evenement van 2017 vond ook de eerste "Money in the Bank ladder match" voor vrouwen plaats met een kans op het WWE SmackDown Women's Championship. Zowel vrouwelijke worstelaars van het programma Raw als SmackDown waren bij de wedstrijd betrokken. Carmella was de inaugurele winnaar.
Sinds de zomer van 2018 worden twee wedstrijden georganiseerd, voor mannen en vrouwen. Een "Money in the Bank ladder match" bevat momenteel 8 tot 10 deelnemers, gelijkmatig verdeeld onder de shows Raw en SmackDown - dus 4 of 5 deelnemers per show. Sinds juni 2018 kunnen worstelaars van de programma's Raw en SmackDown deelnemen, respectievelijk voor een kans op het WWE Universal Championship en/of WWE Championship en het WWE SmackDown/Raw Women's Championship, naargelang hun trekking in de WWE Draft van de "WWE Brand Extension". Dit fenomeen wordt "interbrand" genoemd. Als dusdanig is er sprake van een enkele "Money in the Bank ladder match" voor mannen en vrouwen, maar deelnemers zijn strikt genomen een allegaartje van beide shows.
De "Money in the Bank"-koffer kan tot de volgende editie naar goeddunken worden verzilverd, wat letterlijk op elk moment kan plaatsvinden. Dit stelt de houder bijvoorbeeld in staat te profiteren van potentiële zwakte van de regerende kampioen en de situatie uit te buiten met het contract. Meestal vindt een overdracht plaats na een "felbevochten" zege van de kampioen, waarbij het contract vervolgens wordt ingediend. Edge, de eerste houder van "Money in the Bank", diende zijn koffer op deze manier in bij het evenement New Year's Revolution op 8 januari 2006. Omdat regerend kampioen John Cena was uitgeput na een Elimination Chamber match voor het WWE Championship, profiteerde Edge van de "vermoeidheid" van Cena. Sindsdien zijn vele worstelaars in zijn voetsporen getreden. CM Punk en The Miz zijn de enige meervoudige winnaars; twee overwinningen.

## Winnaars

### Mannen

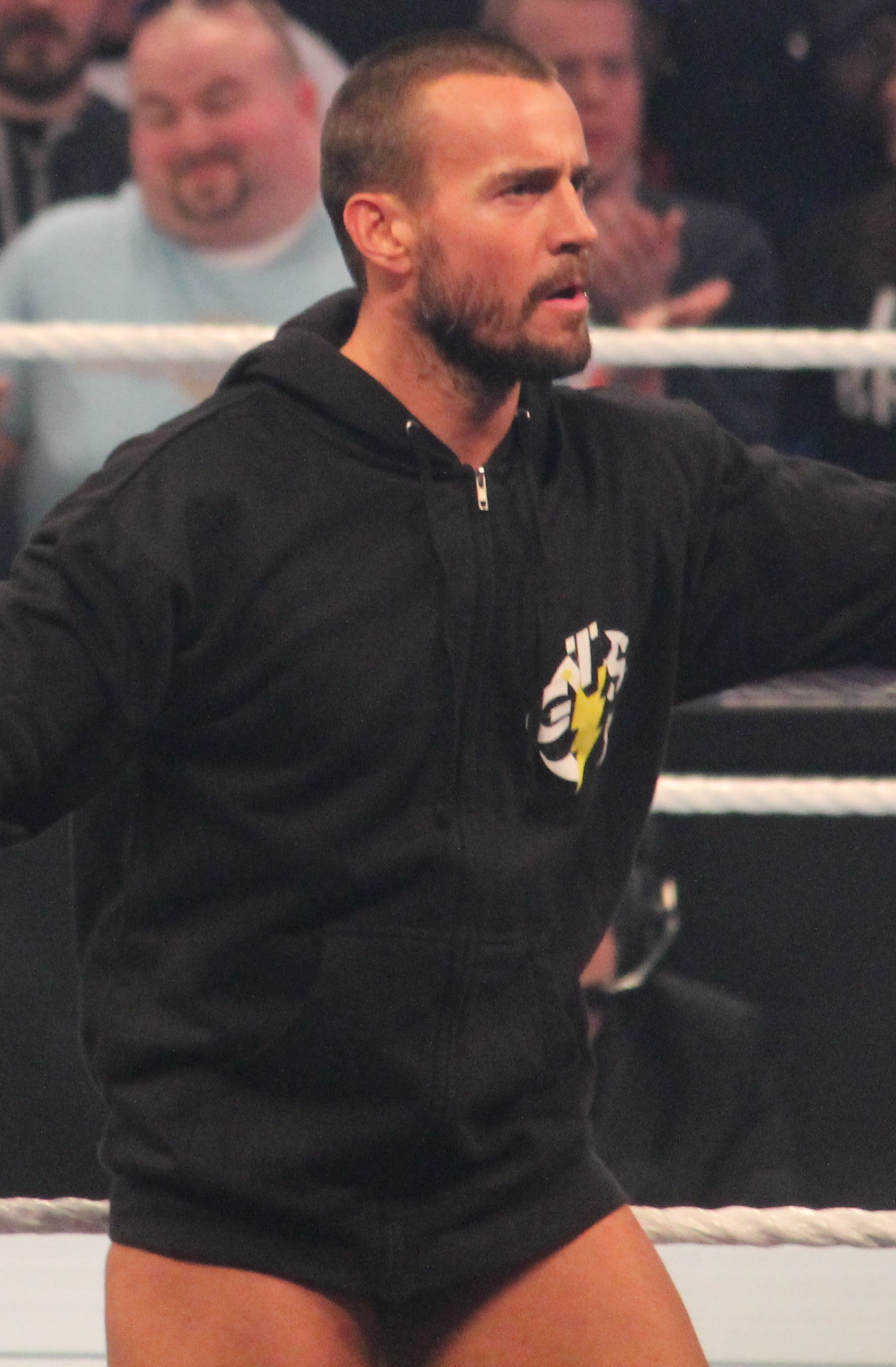
CM Punk, recordhouder van de "Money in the Bank ladder match" met 2 overwinningen

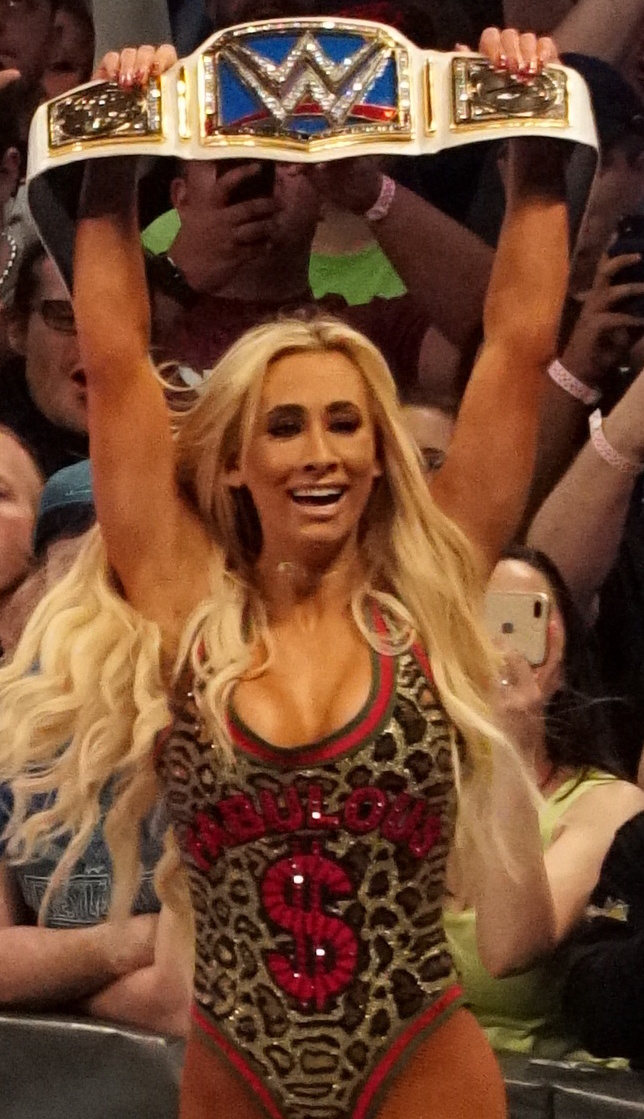
Carmella houdt sinds de invoering van de vrouwelijke "Money in the Bank ladder match" in 2017 het record van meeste zeges (2)

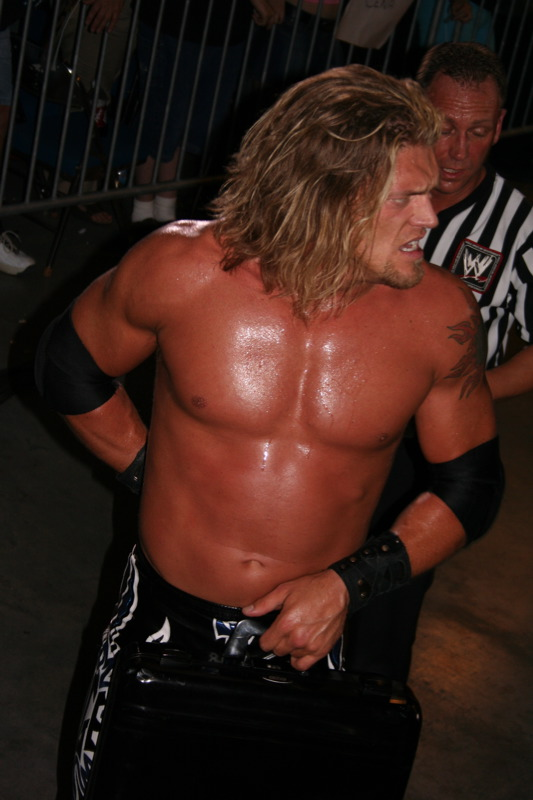
Edge, inaugurele winnaar in 2005, met het originele zwarte ontwerp van de "Money in the Bank"-koffer

|  | Raw |  | SmackDown |

| Evenement         | Datum         | Locatie                                | Deelnemers | Winnaar                                                        | Cash-in                                                                                          | Tegenstander |
| ----------------- | ------------- | -------------------------------------- | --- | -------------------------------------------------------------- | ------------------------------------------------------------------------------------------------ | --- |
| WrestleMania 21   | 3 april 2005  | Staples Center, Los Angeles            | Chris Benoit vs. Chris Jericho vs. Christian Cage vs. Edge vs. Kane vs. Shelton Benjamin voor een kans op het World Heavyweight Championship | Edge                                                           | New Year's Revolution, 8 januari 2006                                                            | John Cena; Vince McMahon was aanwezig bij de allereerste "cash-in" door Edge, na afloop van een Elimination Chamber match voor het WWE Championship die werd gewonnen door een bloedende Cena |
| WrestleMania 22   | 2 april 2006  | Allstate Arena, Rosemont               | Bobby Lashley vs. Dave Finlay vs. Matt Hardy vs. Ric Flair vs. Rob Van Dam vs. Shelton Benjamin voor een kans op het WWE Championship of World Heavyweight Championship                                                                                 | Rob Van Dam                                                    | One Night Stand, 11 juni 2006                                                                    | John Cena en Edge; Extreme Rules match voor het WWE Championship |
| WrestleMania 23   | 1 april 2007  | Ford Field, Detroit                    | Booker T vs. CM Punk vs. Edge vs. Jeff Hardy vs. Dave Finlay vs. Matt Hardy vs. Mr. Kennedy vs. Randy Orton voor een kans op het WWE Championship of World Heavyweight Championship                                                                     | Mr. Kennedy (t/m 7 mei 2007) Edge (vanaf 7 mei 2007)           | Friday Night SmackDown!, 8 mei 2007 (door Edge, en dus niet oorspronkelijke winnaar Mr. Kennedy) | The Undertaker; Edge vloerde The Undertaker voor het World Heavyweight Championship na een Steel Cage match tussen The Undertaker en Batista die was geëindigd met een gelijkspel (jargon: no contest of draw) |
| WrestleMania XXIV | 30 maart 2008 | Citrus Bowl, Orlando                   | Carlito vs. Chris Jericho vs. CM Punk vs. John Morrison vs. Montel Vontavious Porter vs. Mr. Kennedy vs. Shelton Benjamin voor een kans op het WWE Championship of World Heavyweight Championship                                                       | CM Punk                                                        | Monday Night Raw, 30 juni 2008                                                                   | Edge voor het World Heavyweight Championship |
| WrestleMania XXV  | 5 april 2009  | Reliant Stadium, Houston               | Christian Cage vs. CM Punk vs. Dave Finlay vs. Kane vs. Kofi Kingston vs. Mark Henry vs. Montel Vontavious Porter vs. Shelton Benjamin voor een kans op het WWE Championship of World Heavyweight Championship                                          | CM Punk                                                        | Extreme Rules, 7 juni 2009                                                                       | Jeff Hardy voor het World Heavyweight Championship; CM Punk versloeg Hardy nadat die laatste een ladder match had gewonnen tegen Edge |
| WrestleMania XXVI | 28 maart 2010 | University of Phoenix Stadium, Phoenix | Christian Cage vs. Dolph Ziggler vs. Drew McIntyre vs. Evan Bourne vs. Jack Swagger vs. Kane vs. Kofi Kingston vs. Matt Hardy vs. Montel Vontavious Porter vs. Shelton Benjamin voor een kans op het WWE Championship of World Heavyweight Championship | Jack Swagger                                                   | Friday Night SmackDown!, 30 maart 2010                                                           | Chris Jericho voor het World Heavyweight Championship |
| Money in the Bank | 18 juli 2010  | Sprint Center, Kansas City             | Big Show vs. Christian Cage vs. Cody Rhodes vs. Dolph Ziggler vs. Drew McIntyre vs. Kofi Kingston vs. Matt Hardy voor een kans op het World Heavyweight Championship                                                                                    | Kane                                                           | Money in the Bank, 18 juli 2010                                                                  | Rey Mysterio |
| Money in the Bank | 18 juli 2010  | Sprint Center, Kansas City             | Chris Jericho vs. Edge vs. Evan Bourne vs. John Morrison vs. Mark Henry vs. Randy Orton vs. Ted DiBiase Jr. vs. The Miz voor een kans op het WWE Championship                                                                                           | The Miz                                                        | Monday Night Raw, 22 november 2010                                                               | Randy Orton; The Miz gebruikte het contract tegen Randy Orton nadat die laatste op (kayfabe) "halve kracht" Wade Barrett had verslagen en zijn titel had verlengd - Orton werd eerder op de avond aangevallen door The Nexus |
| Money in the Bank | 17 juli 2011  | Allstate Arena, Rosemont               | Cody Rhodes vs. Daniel Bryan vs. Heath Slater vs. Justin Gabriel vs. Kane vs. Sheamus vs. Sin Cara vs. Wade Barrett voor een kans op het World Heavyweight Championship                                                                                 | Daniel Bryan                                                   | Tables, Ladders and Chairs, 18 december 2011                                                     | Big Show |
| Money in the Bank | 17 juli 2011  | Allstate Arena, Rosemont               | Alberto Del Rio vs. Alex Riley vs. Evan Bourne vs. Jack Swagger vs. Kofi Kingston vs. Rey Mysterio vs. R-Truth vs. The Miz voor een kans op het WWE Championship                                                                                        | Alberto Del Rio                                                | SummerSlam, 14 augustus 2011                                                                     | CM Punk; na inmenging van Kevin Nash in de confrontatie tussen CM Punk en John Cena voor het WWE Championship |
| Money in the Bank | 15 juli 2012  | US Airways Center, Phoenix             | Christian Cage vs. Cody Rhodes vs. Damien Sandow vs. Dolph Ziggler vs. Santino Marella vs. Sin Cara vs. Tensai vs. Tyson Kidd voor een kans op het World Heavyweight Championship                                                                       | Dolph Ziggler                                                  | Monday Night Raw, 8 april 2013                                                                   | Alberto Del Rio |
| Money in the Bank | 15 juli 2012  | US Airways Center, Phoenix             | Big Show vs. Chris Jericho vs. John Cena vs. Kane vs. The Miz voor een kans op het WWE Championship | John Cena                                                      | Raw 1000, 23 juli 2012 (mislukt)                                                                 | CM Punk; Cena versloeg officieel CM Punk, maar werd aangevallen door Big Show opdat CM Punk titelhouder zou kunnen blijven via diskwalificatie - die regel stelt dat een titel niet van houder kan veranderen, waardoor Cena de eerste worstelaar was in de geschiedenis die het "Money in the Bank"-voordeel niet kon benutten                                                                                        |
| Money in the Bank | 14 juli 2013  | Fargo Center, Philadelphia             | Cesaro vs. Cody Rhodes vs. Damien Sandow vs. Dean Ambrose vs. Fandango vs. Jack Swagger vs. Wade Barrett voor een kans op het World Heavyweight Championship                                                                                            | Damien Sandow                                                  | Monday Night Raw, 28 oktober 2012 (mislukt)                                                      | John Cena; Sandow was praktisch de eerste worstelaar die er "clean" niet in slaagde het "Money in the Bank"-contract succesvol in te dienen, ironisch genoeg ten voordele van eerdere schlemiel en toenmalig World Heavyweight Champion John Cena |
| Money in the Bank | 14 juli 2013  | Fargo Center, Philadelphia             | CM Punk vs. Christian Cage vs. Daniel Bryan vs. Randy Orton vs. Rob Van Dam vs. Sheamus voor een kans op het WWE Championship | Randy Orton                                                    | SummerSlam, 18 augustus 2013                                                                     | Daniel Bryan; Orton versloeg Bryan en veroverde het WWE Championship met hulp van gastscheidsrechter Triple H, die Bryan verrassend aanviel |
| Money in the Bank | 29 juni 2014  | TD Garden, Boston                      | Dean Ambrose vs. Dolph Ziggler vs. Jack Swagger vs. Kofi Kingston vs. Rob Van Dam vs. Seth Rollins voor een kans op het WWE World Heavyweight Championship                                                                                              | Seth Rollins                                                   | WrestleMania 31, 29 maart 2015                                                                   | Brock Lesnar en Roman Reigns; Rollins was de eerste worstelaar die de Money in the Bank-koffer indiende bij het evenement WrestleMania, meer bepaald tegen kampioen Brock Lesnar en diens uitdager Roman Reigns |
| Money in the Bank | 14 juni 2015  | Nationwide Arena, Columbus             | Dean Ambrose vs. Dolph Ziggler vs. Kane vs. Kofi Kingston vs. Neville vs. Randy Orton vs. Roman Reigns vs. Sheamus voor een kans op het WWE World Heavyweight Championship                                                                              | Sheamus                                                        | Survivor Series, 22 november 2015                                                                | Roman Reigns; Reigns kon ondanks een nederlaag in de "Money in the Bank ladder match" alsnog het beschikbare kampioenschap veroveren tegen Dean Ambrose via toernooiwinst nadat kampioen Seth Rollins zijn voorste kruisband scheurde bij een live-evenement in Dublin op 4 november 2015, totdat Sheamus dus zijn Money in the Bank-voordeel kon benutten                                                             |
| Money in the Bank | 19 juni 2016  | T-Mobile Arena, Paradise               | Alberto Del Rio vs. Cesaro vs. Chris Jericho vs. Dean Ambrose vs. Kevin Owens vs. Sami Zayn voor een kans op het WWE World Heavyweight Championship | Dean Ambrose                                                   | Money in the Bank, 19 juni 2016                                                                  | Seth Rollins; Ambrose was welgeteld 57 minuten houder van het contract toen hij het indiende tegen Rollins, die net Roman Reigns het kampioenschap afhandig had gemaakt - Ambrose' geslaagde "cash-in" was uniek omdat elk - destijds - ex-lid van de worstelgroep The Shield even kampioen was - hetzij voor, tijdens of na het evenement                                                                             |
| Money in the Bank | 18 juni 2017  | Scottrade Center, St. Louis            | A.J. Styles vs. Baron Corbin vs. Dolph Ziggler vs. Kevin Owens vs. Sami Zayn vs. Shinsuke Nakamura voor een kans op het WWE Championship | Baron Corbin                                                   | Tuesday Night SmackDown! Live, 15 augustus 2017 (mislukt)                                        | Jinder Mahal; Corbin was de tweede worstelaar die er "clean" niet in slaagde het "Money in the Bank"-voordeel te benutten |
| Money in the Bank | 17 juni 2018  | Allstate Arena, Rosemont               | Bobby Roode vs. Braun Strowman vs. Finn Bálor vs. Kevin Owens vs. Kofi Kingston vs. Rusev vs. Samoa Joe vs. The Miz | Braun Strowman voor een kans op het WWE Universal Championship | Hell in a Cell, 16 september 2018 (mislukt)                                                      | Roman Reigns; Strowmans "cash-in" was de langst durende tot dusver, aangezien hij Reigns bekampte in een Hell in a Cell match voor het WWE Universal Championship die meer dan 20 minuten duurde - Brock Lesnar en Paul Heyman verstoorden echter de wedstrijd, waardoor Strowman en Reigns niet meer verder konden (jargon: no contest) - Het was de eerste keer dat een "cash-in" de mist inging door een gelijkspel |
| Money in the Bank | 19 mei 2019   | XL Center, Hartford                    | Andrade Cien Almas vs. Mustafa Ali vs. Baron Corbin vs. Brock Lesnar* vs. Drew McIntyre vs. Finn Bálor vs. Randy Orton vs. Ricochet | Brock Lesnar voor een kans op het WWE Universal Championship   | Extreme Rules, 15 juli 2019                                                                      | Seth Rollins; Lesnar gebruikte het contract na de confrontatie tussen Rollins en Baron Corbin voor het WWE Universal Championship, die Rollins winnend afsloot |

* Lesnar was de onaangekondigde achtste deelnemer 

### Vrouwen
|  | SmackDown |

| Evenement                                | Datum        | Locatie                              | Deelnemers | Winnaar                                                        | Cash-in                                      | Tegenstander |
| ---------------------------------------- | ------------ | ------------------------------------ | --- | -------------------------------------------------------------- | -------------------------------------------- | --- |
| Money in the Bank                        | 18 juni 2017 | Scottrade Center, St. Louis          | Carmella vs. Charlotte Flair vs. Becky Lynch vs. Natalya vs. Tamina Snuka voor een kans op het WWE SmackDown Women's Championship | Carmella                                                       | Tuesday Night SmackDown! Live, 10 april 2018 | Charlotte Flair; eerste vrouwelijke "cash-in" van "Money in the Bank" |
| Tuesday Night SmackDown! Live - afl. 932 | 27 juni 2017 | Valley View Casino Center, San Diego | Carmella vs. Charlotte Flair vs. Becky Lynch vs. Natalya vs. Tamina Snuka voor het WWE SmackDown Women's Championship             | Carmella                                                       | n.v.t.                                       | Daniel Bryan, toenmalig (kayfabe) 'General Manager', had Carmella de titel afgenomen na het evenement Money in the Bank vanwege een "controversieel" einde, maar ze heroverde het kampioenschap na deze herkansing |
| Money in the Bank                        | 17 juni 2018 | Allstate Arena, Rosemont             | Alexa Bliss vs. Bayley vs. Becky Lynch vs. Charlotte Flair vs. Ember Moon vs. Lana vs. Naomi vs. Natalya vs. Sasha Banks          | Alexa Bliss voor een kans op het WWE Raw Women's Championship  | Money in the Bank, 17 juni 2018              | Nia Jax en Ronda Rousey; Bliss diende het contract nog diezelfde avond in toen ze Nia Jax en Rousey sloeg met de koffer zodat ze gemakkelijk het kampioenschap kon veroveren                                       |
| Money in the Bank                        | 19 mei 2019  | XL Center, Hartford                  | Bayley vs. Carmella vs. Dana Brooke vs. Ember Moon vs. Mandy Rose vs. Naomi vs. Natalya vs. Nikki Cross                           | Bayley voor een kans op het WWE SmackDown Women's Championship | Money in the Bank, 19 mei 2019               | Charlotte Flair; Bayley gebruikte het contract nog diezelfde avond tegen regerend kampioene Charlotte Flair, enkele minuten na Flairs overwinning tegen Becky Lynch                                                |

Bijgewerkt t/m 19 mei 2019 (Money in the Bank 2019) 

## Resultaten
| Titel                              | Succesvolle "cash-ins" | Pogingen | Winstpercentage |
| ---------------------------------- | ---------------------- | -------- | --------------- |
| WWE World Heavyweight Championship | 8                      | 10       | 80%             |
| WWE Universal Championship         | 1                      | 2        | 50%             |
| World Heavyweight Championship*    | 7                      | 8        | 87%             |
| WWE Raw Women's Championship       | 1                      | 1        | 100%            |
| WWE SmackDown Women's Championship | 2                      | 2        | 100%            |
| Totaal                             | 19                     | 23       | 83%             |

*World Heavyweight Championship stopgezet in december 2013
Bijgewerkt t/m 15 juli 2019 (Extreme Rules 2019) 

## Deelnemers

### Mannen
| Worstelaar               | Overwinningen | Deelnames |
| ------------------------ | ------------- | --------- |
| CM Punk                  | 2             | 4         |
| John Cena                | 1             | 1         |
| Seth Rollins             | 1             | 1         |
| Braun Strowman           | 1             | 1         |
| Brock Lesnar             | 1             | 1         |
| Mr. Kennedy              | 1             | 2         |
| Damien Sandow            | 1             | 2         |
| Baron Corbin             | 1             | 2         |
| Daniel Bryan             | 1             | 2         |
| Alberto Del Rio          | 1             | 2         |
| Edge                     | 1             | 3         |
| Rob Van Dam              | 1             | 3         |
| Sheamus                  | 1             | 3         |
| Dean Ambrose             | 1             | 3         |
| Jack Swagger             | 1             | 4         |
| The Miz                  | 1             | 4         |
| Randy Orton              | 1             | 5         |
| Dolph Ziggler            | 1             | 6         |
| Kane                     | 1             | 7         |
| Chris Benoit             | 0             | 1         |
| Ric Flair                | 0             | 1         |
| Bobby Lashley            | 0             | 1         |
| Jeff Hardy               | 0             | 1         |
| Booker T                 | 0             | 1         |
| Carlito                  | 0             | 1         |
| Ted DiBiase Jr.          | 0             | 1         |
| Heath Slater             | 0             | 1         |
| Justin Gabriel           | 0             | 1         |
| Rey Mysterio             | 0             | 1         |
| Alex Riley               | 0             | 1         |
| R-Truth                  | 0             | 1         |
| Santino Marella          | 0             | 1         |
| Tensai                   | 0             | 1         |
| Tyson Kidd               | 0             | 1         |
| Fandango                 | 0             | 1         |
| Neville                  | 0             | 1         |
| Roman Reigns             | 0             | 1         |
| A.J. Styles              | 0             | 1         |
| Shinsuke Nakamura        | 0             | 1         |
| Rusev                    | 0             | 1         |
| Bobby Roode              | 0             | 1         |
| Samoa Joe                | 0             | 1         |
| Mustafa Ali              | 0             | 1         |
| Andrade Cien Almas       | 0             | 1         |
| Ricochet                 | 0             | 1         |
| John Morrison            | 0             | 2         |
| Mark Henry               | 0             | 2         |
| Sin Cara                 | 0             | 2         |
| Big Show                 | 0             | 2         |
| Wade Barrett             | 0             | 2         |
| Cesaro                   | 0             | 2         |
| Sami Zayn                | 0             | 2         |
| Finn Bálor               | 0             | 2         |
| Dave Finlay              | 0             | 3         |
| Montel Vontavious Porter | 0             | 3         |
| Evan Bourne              | 0             | 3         |
| Kevin Owens              | 0             | 3         |
| Drew McIntyre            | 0             | 3         |
| Matt Hardy               | 0             | 4         |
| Cody Rhodes              | 0             | 4         |
| Shelton Benjamin         | 0             | 5         |
| Chris Jericho            | 0             | 5         |
| Christian Cage           | 0             | 6         |
| Kofi Kingston            | 0             | 7         |

### Vrouwen
| Worstelaar      | Overwinningen | Deelnames |
| --------------- | ------------- | --------- |
| Carmella        | 2             | 3         |
| Alexa Bliss     | 1             | 1         |
| Bayley          | 1             | 2         |
| Lana            | 0             | 1         |
| Sasha Banks     | 0             | 1         |
| Nikki Cross     | 0             | 1         |
| Dana Brooke     | 0             | 1         |
| Mandy Rose      | 0             | 1         |
| Tamina          | 0             | 2         |
| Charlotte Flair | 0             | 2         |
| Becky Lynch     | 0             | 2         |
| Ember Moon      | 0             | 2         |
| Naomi           | 0             | 2         |
| Natalya         | 0             | 4         |
| Iyo Sky         | 1             | 1         |

Bijgewerkt t/m 1 juli 2023 (Money in the Bank 2013) 

## Lijst van afzonderlijkeMoney in the Bank-wedstrijden (selectie)
In het verleden hebben reeds meerdere wedstrijden plaatsgevonden bij het evenement Money in the Bank die vrij staan van de traditionele "Money in the Bank ladder match". Meestal betrof het een wedstrijd voor het WWE Championship, World Heavyweight Championship of WWE Universal Championship. Daarvan werd een confrontatie tussen John Cena en CM Punk voor het WWE Championship uit 2011 verkozen tot PWI Match of the Year door het magazine Pro Wrestling Illustrated. Daarnaast kreeg de wedstrijd een beoordeling van 5 sterren van het magazine Wrestling Observer Newsletter, een quotering die slechts twee andere wedstrijden binnen de federatie eerder te beurt viel. Het gaat om twee confrontaties tussen The Undertaker en Shawn Michaels; de allereerste Hell in a Cell match in oktober 1997 en hun ontmoeting bij het evenement WrestleMania XXV in april 2009.
| Nummer | Editie | Datum        | Stad                        | Wedstrijd | Winnaar                          | Duur        | Opmerking |
| ------ | ------ | ------------ | --------------------------- | --- | -------------------------------- | ----------- | --- |
| 1      | 2010   | 18 juli 2010 | Kansas City (Missouri)      | Sheamus (c) vs. John Cena voor het WWE Championship | Sheamus (c)                      | 23:19       | Steel Cage match |
| 2      | 2011   | 17 juli 2011 | Rosemont (Illinois)         | Randy Orton (c) vs. Christian Cage voor het World Heavyweight Championship John Cena (c) vs. CM Punk voor het WWE Championship                                    | Christian Cage (nc) CM Punk (nc) | 12:20 33:44 | Cena werd (kayfabe) ontslagen na verlies; Een van drie wedstrijden met een quotering van 5 sterren door Wrestling Observer Newsletter |
| 3      | 2012   | 15 juli 2012 | Phoenix (Arizona)           | CM Punk (c) vs. Daniel Bryan voor het WWE Championship | CM Punk (c)                      | 27:48       | AJ Lee deed dienst als gastscheidsrechter                                                                                             |
| 4      | 2013   | 14 juli 2013 | Philadelphia (Pennsylvania) | John Cena (c) vs. Mark Henry voor het WWE Championship | John Cena (c)                    | 14:42       | |
| 5      | 2014   | 29 juni 2014 | Boston (Massachusetts)      | Alberto Del Rio vs. Bray Wyatt vs. Cesaro vs. John Cena vs. Kane vs. Randy Orton vs. Roman Reigns vs. Sheamus voor het vacante WWE World Heavyweight Championship | John Cena (nc)                   | 26:20       | Ladder match |
| 6      | 2015   | 14 juni 2015 | Columbus (Ohio)             | John Cena vs. Kevin Owens Seth Rollins (c) vs. Dean Ambrose voor het WWE World Heavyweight Championship                                                           | John Cena Seth Rollins (c)       | 19:15 35:40 | Rollins en Ambrose namen het tegen elkaar op in een Ladder match                                                                      |
| 7      | 2016   | 19 juni 2016 | Paradise (Nevada)           | A.J. Styles vs. John Cena Roman Reigns (c) vs. Seth Rollins voor het WWE World Heavyweight Championship                                                           | A.J. Styles Seth Rollins (nc)    | 24:10 26:00 | Dean Ambrose diende zijn "Money in the Bank"-koffer na afloop in tegen Rollins                                                        |
| 8      | 2017   | 18 juni 2017 | St. Louis (Missouri)        | Jinder Mahal (c) vs. Randy Orton voor het WWE Championship | Jinder Mahal (c)                 | 20:50       | |
| 9      | 2018   | 17 juni 2018 | Rosemont (Illinois)         | A.J. Styles (c) vs. Shinsuke Nakamura voor het WWE Championship                                                                                                   | A.J. Styles (c)                  | 31:15       | "Last Man Standing"-regels; eerste worstelaar die niet binnen 10 seconden opstaat, verliest                                           |
| 10     | 2019   | 19 mei 2019  | Hartford (Connecticut)      | Seth Rollins (c) vs. A.J. Styles voor het WWE Universal Championship                                                                                              | Seth Rollins (c)                 | 19:50       | |

## Trivia

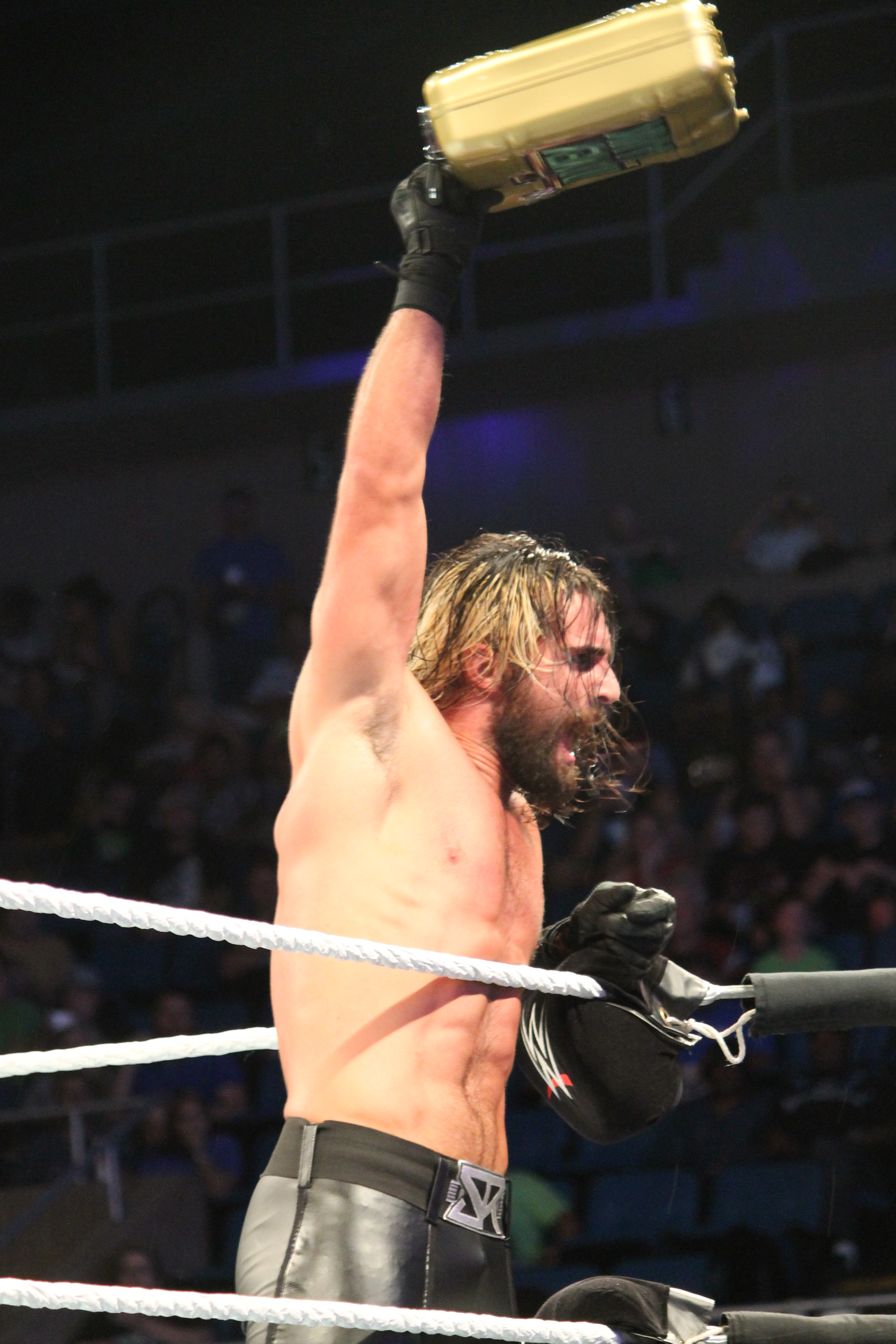
Seth Rollins met de eerste gouden "Money in the Bank"-koffer in 2014

- Kofi Kingston presteerde vooralsnog het "slechtst", met 7 deelnames en geen enkele overwinning.
- Mr. Kennedy is nog steeds de enige worstelaar die nooit de kans heeft gekregen zijn koffer te gebruiken voor een titelkans, ondanks het feit dat hij rechtmatig houder was van het contract. Men besliste hem de koffer te ontnemen in een aflevering van Monday Night Raw op 7 mei 2007. Kennedy verloor van Edge, waardoor die laatste officieus 2-voudig winnaar is van de "Money in the Bank"-koffer.
- Hoewel de "Money in the Bank ladder match" reeds bestond toen beide worstelaars nog fulltime actief waren, hebben Triple H en The Undertaker - twee veteranen in de federatie met een vrij legendarische status - (nog) niet deelgenomen aan de "Money in the Bank ladder match".
- Braun Strowman kondigde begin september 2018 aan dat hij het "Money in the Bank"-contract zou indienen, wat ongezien was. Strowmans voorgangers dienden het contract namelijk steeds onaangekondigd in. Uiteindelijk faalde Strowman in een Hell in a Cell match voor het WWE Universal Championship tegen Roman Reigns bij het gelijknamig evenement op 16 september 2018, met "dank" aan Brock Lesnar. Strowman en Reigns moesten de wedstrijd staken na een brutale aanval van Lesnar.
- Roman Reigns maakte drie succesvolle "cash-ins" tégen zich mee, althans hij was rechtstreeks betrokken bij twee ervan. Op 29 maart 2015 moest hij met lede ogen aanschouwen (en ondergaan) hoe Seth Rollins zich tot nieuwe WWE World Heavyweight Champion kroonde bij het evenement WrestleMania 31, waar hij oorspronkelijk titelverdediger Brock Lesnar uitdaagde. Vervolgens verloor hij zelf het kampioenschap aan Sheamus bij het evenement Survivor Series op 22 november 2015. Ten slotte begon hij als titelverdediger aan een ontmoeting met Seth Rollins, waarna hij verloor van Rollins en Dean Ambrose de koffer gebruikte tegen Rollins. Het laatste voltrok zich dus op dezelfde avond, met name bij het evenement Money in the Bank op 19 juni 2016.
- Dean Ambrose was het kortst houder van het "Money in the Bank"-contract, met name 57 minuten. Inaugurele winnaar Edge was het langst houder van de "Money in the Bank"-koffer, 280 dagen - van 3 april 2005 tot 8 januari 2006.
- Baron Corbin en Damien Sandow zijn momenteel de enige worstelaars die "clean" een kans hebben verkeken om het WWE Championship te veroveren met behulp van het contract. John Cena hoort ook in het rijtje "verliezers", maar hij werd aangevallen door Big Show nadat hij de koffer indiende tegen kampioen en "Money in the Bank"-recordhouder CM Punk. Het geval Braun Strowman werd reeds omschreven.